# 6・10万歳運動
6・10万歳運動（ろくじゅうばんざいうんどう、6・10 만세운동）は1926年（大正15年）6月10日に、日本統治下の朝鮮で純宗の葬式中に起こった万歳事件である。朴基成、朴寅浩などの独立運動家が参加したと言われる。